# 362-га піхотна дивізія (Третій Рейх)
362-га піхотна дивізія (Третій Рейх) (нім. 362. Infanterie-Division) — піхотна дивізія Вермахту, що входила до складу німецьких сухопутних військ у роки Другої світової війни.

## Історія з'єднання
362-га піхотна дивізія формувалася в Італії, в районі Ріміні—Равенна—Форлі, протягом жовтня — листопада 1943 року. Вона була офіційно створена 15 листопада під командуванням генерал-лейтенанта Генріха Грайнера. Дивізія номінально входила до сфери відповідальності VII військового округу і була зосереджена у Фюссені. Це була дивізія типу 44, що означало, що вона мала шість піхотних батальйонів на відміну від дев'яти у звичайній дивізії, а також мала менше моторизованого транспорту.
Її ядро, включно з Грайнером і його дивізійним штабом, становили залишки 268-ї піхотної дивізії, яка раніше билася на Східному фронті і була нещодавно розформована після значних втрат, зазнаних у ході боїв у Курській битві і подальшого відступу. Чисельність піхоти була збільшена за рахунок батальйонів 44-ї, 52-ї, 76-ї та 305-ї піхотних дивізій.
Дивізію підпорядкували спочатку 14-й армії групи армій «С», визначивши їй завдання щодо захисту узбережжя на верхньому узбережжі Адріатичного моря. У грудні вона перебувала в Червії та Мілано-Маріттіма і здійснювала будівництво оборонних позицій на узбережжі.
Після того як союзники висадилися в Анціо в січні 1944 року, дивізія була спішно передислокована в район Анціо та Неттуно. Під час прориву союзників з плацдарму Анціо наприкінці травня 1944 року дивізія перебувала в районі Чистерни.
Внаслідок наступу англо-американських військ підрозділи дивізії були відкинуті разом із рештою німецьких формувань до Албанських гір, де вони билися у Веллетрі, у Монте-Каво та Рокка-ді-Папа. Продовжуючи відступати на північ, 362-га дивізія проминула Рим. У червні-липні 1944 року дивізію вивели з переднього краю, її підрозділи відновлювали боєздатність у Тоскані.
У зв'язку з попередніми втратами у боях залишки 954-го і 955-го гренадерських полків були розформовані і замінені 1059-м і 1060-м гренадерськими полками розформованої 92-ї піхотної дивізії. У серпні дивізію перевели на оборонну лінію, побудовану на Арно, війська оборонялися там біля Флоренції.
У вересні 1944 року дивізія відступила до перевалу Фута в Апеннінах на облаштовані позиції Готської лінії. Наприкінці жовтня дивізія билася між перевалом Фута та Болоньєю і брала участь у запеклих оборонних боях біля Зени, але змогла відбити всі подальші атаки американських 34-ї та 91-ї піхотних дивізій у долині Генуї, поки бої не припинилися через настання зими.
Знята з фронту, дивізія знову опинилася в Романьї в 1945 році і брала участь в оборонних боях. У квітні почався повільний відступ на північ. 2 травня 1945 року 362-га піхотна дивізія здалася військам західних союзників у Понте-нелле-Альпі.

## Райони бойових дій
- Італія (листопад 1943 — травень 1945)

## Командування

### Командири
- генерал-лейтенант Генріх Грайнер (15 листопада 1943 — 31 грудня 1944)
- генерал-майор Макс Райнвальд (1 січня — лютий 1945)
- генерал-майор Алоїз Вебер (лютий — 16 квітня 1945)
- генерал-майор Макс Райнвальд (17 — 23 квітня 1945)

### Підпорядкованість
| Час      | Корпус   | Армія | Група армій (округ) | Штаб            |
| -------- | -------- | ----- | ------------------- | --------------- |
| 1943     |          |       |                     |                 |
| листопад | LI гк    |       | Група армій «B»     | Північна Італія |
| грудень  |          | 14 А  | Група армій «C»     | Червія          |
| 1944     |          |       |                     |                 |
| січень   |          | 14 А  | Група армій «C»     | Рим             |
| лютий    | LXXVI тк | 14 А  | Група армій «C»     | Неттуно         |
| червень  |          | 14 А  | Група армій «C»     | Сієна           |
| серпень  | XIV тк   | 14 А  | Група армій «C»     | Флоренція       |
| вересень | I пк     | 14 А  | Група армій «C»     | Флоренція       |
| листопад | XIV тк   | 10 А  | Група армій «C»     | Болонья         |
| грудень  |          | 10 А  | Група армій «C»     | Болонья         |
| 1945     |          |       |                     |                 |
| січень   | XIV тк   | 10 А  | Група армій «C»     | Равенна         |
| лютий    | LXXVI тк | 10 А  | Група армій «C»     | Феррара         |

### Склад
| 1943                                   | 1944                         |
| -------------------------------------- | ---------------------------- |
| 954-й гренадерський полк               | 1060-й гренадерський полк    |
| 955-й гренадерський полк               | 1059-й гренадерський полк    |
| 956-й гренадерський полк               |                              |
| 362-й артилерійський полк              |                              |
| 362-га протитанкова батарея            | 362-й протитанковий дивізіон |
| 362-й інженерний батальйон             |                              |
| 362-й дивізійний фузілерний батальйон  |                              |
| 362-й дивізійний батальйон зв'язку     |                              |
| 362-ге дивізійне управління постачання |                              |
| 362-й запасний батальйон               |                              |